# 24. kolovoza
24. kolovoza (24. 8.) 236. je dan godine po gregorijanskom kalendaru (237. u prijestupnoj godini).
Do kraja godine ima još 129 dana.

## Događaji
- 1572. – Bartolomejska noć – pokolj hugenota u Francuskoj
- 1991. – Mihail Gorbačov je dao ostavku na mjesto predsjednika SSSR-a i tako najavio raspad SSSR-a.
- 1991. – U Žutoj Lokvi srpski odmetnici izvršili su pokolj hrvatskih policajaca.
- 1991. – pokraj Bogdanovaca srušen prvi zrakoplov JNA u Domovinskom ratu. Pripadnik ZNG-a Luka Andrijanić srušio je nad Borovim Naseljem dva neprijateljska zrakoplova.
- 2011. – Steve Jobs daje ostavku na mjestu izvršnog direktora Applea i predlaže Tima Cooka za nasljednika

| - 1498. – Miguel da Paz, asturijski princ - 1837. – Pero Čingrija, hrvatski političar († 1921.) - 1863. – Dragutin Lerman, hrvatski istraživač i putopisac († 1918.) - 1899. – Jorge Luis Borges, argentinski pisac († 1986.) - 1940. – Slaven Zambata, hrvatski nogometaš - 1957. – Stephen Fry, britanski glumac, pisac, komičar i filmski redatelj - 1964. – Sanda Dubravčić, hrvatska klizačica i liječnica - 1964. – Ljiljana Nikolovska, hrvatska glazbenica - 1981. – Chad Michael Murray, američki filmski glumac - 1883. – Anton Mayer, hrvatski indoeuropeist i klasični filolog | - 1572. – Gaspard de Coligny, francuski državnik i vojskovođa - admiral (* 1519.) - 1617. – Ruža Limska, južnoamerikanska svetica (* 1568.) - 1947. – Miroslav Bulešić, hrvatski svećenik i mučenik (* 1920.) - 1972. – Stjepan Ševo, hrvatski emigrantski djelatnik, zagovornik za demokratsku suverenu i slobodnu Hrvatsku (* 1937.) - 1981. – Stanko Nižić hrvatski emigrantski djelatnik, zagovornik za demokratsku suverenu i slobodnu Hrvatsku. |

## Blagdani i spomendani
- Dan grada Malog Lošinja
- Bartolovo ili Dan sv. Bartolomeja (Bartola)